# Bram Moolenaar
Bram Moolenaar (Lisse, 26 agosto 1961 – Santa Cruz de Tenerife, 3 agosto 2023) è stato un informatico olandese.

Bram è principalmente noto per essere stato il creatore, manutentore e Benevolo dittatore a vita di Vim, un editor di testo modale open source, derivato da vi.

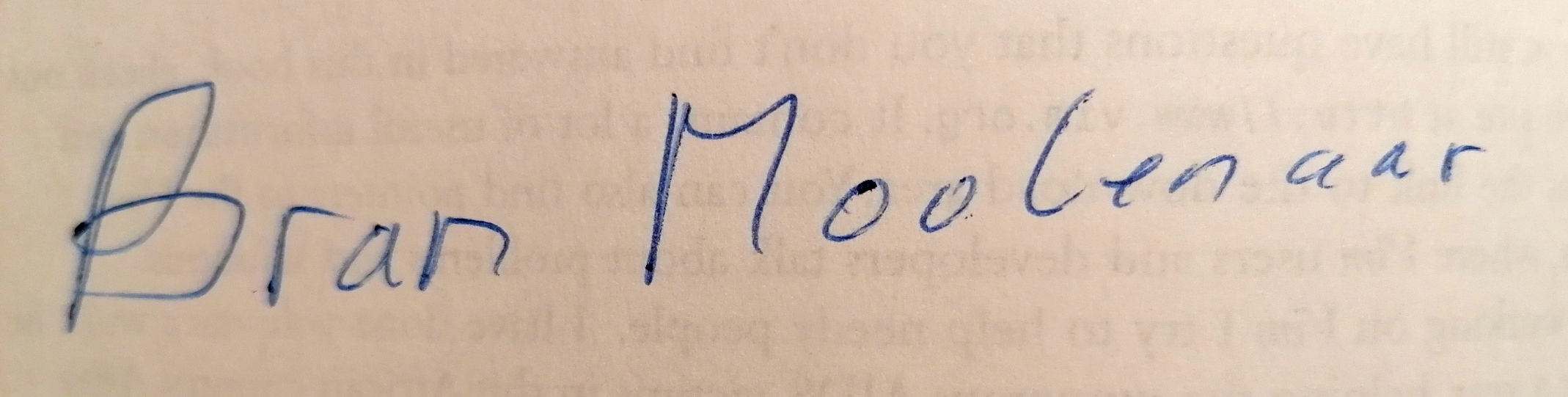
Firma di Bram Moolenaar

## Biografia
Nato nei Paesi Bassi, visse a lungo in Svizzera.
Fu membro della comunità del software open source, nonché programmatore di Vim, un editor di testo molto popolare tra gli utilizzatori di software libero.
Lavorò per Google a Zurigo dal marzo 2006 quasi fino al decesso, avvenuto nell'estate del 2023.

## Attività nell'associazionismo
Bram Moolenaar fu:
- Membro di NLUUG, il gruppo olandese di utilizzatori Unix;
- Project leader di A-A-P, un build tool simile a make;
- Fondatore e tesoriere della fondazione ICCF Holland, una piccola organizzazione di beneficenza che sostiene un progetto per aiutare i malati di AIDS in Uganda.